# Avocado-slægten
Avocado-slægten (Persea) er udbredt i Mellem- og Sydamerika. Her omtales kun den ene art, som har økonomisk betydning i Danmark.
| Arter |

- Avocado (Persea americana)